# Kitt Peak
Der Kitt Peak (Ioligam in der Sprache der Tohono O'odham) ist ein 2097 m hoher Berg in Pima County im US-Bundesstaat Arizona. Er ist Standort des Kitt-Peak-Nationalobservatoriums und des MDM Observatory.

## Geschichte
Der Berg erhielt seinen englischen Namen durch den Landvermesser George J. Roskruge, der ihn in seiner Landkarte des Pima County von 1893 unter dem Namen Kits vermerkte.

## Sternwarten

### Kitt-Peak-Nationalobservatorium
Das staatliche Kitt-Peak-Nationalobservatorium beherbergt rund 20 optische Teleskope, deren größte einen Spiegeldurchmesser von 4 Meter und 3,5 Meter aufweisen, zudem zwei Radioteleskope, von denen eines mit dem  Very Long Baseline Array gekoppelt werden kann. Es wurde im Jahr 1958 gegründet.

### MDM Observatory
Das Michigan-Dartmouth-MIT Observatory oder kurz MDM Observatory (697) ist eine Sternwart neben dem Kitt Peak National Observatory, die der University of Michigan, dem Dartmouth College, der Ohio State University, der Columbia University und der Ohio University gehört, früher auch dem Massachusetts Institute of Technology. Sie beherbergt 2 Spiegelteleskope: 
- das Hiltner Telescope, mit einem Spiegel von 2,4 Meter Durchmesser ausgestattete, im Jahr 1986 gebaut und benannt nach dem Astronomen William Albert Hiltner, und
- das kleinere McGraw-Hill Telescope mit einem Spiegel von 1,27 Meter, welches bereits im Jahr 1975 in das Observatorium verlegt wurde.

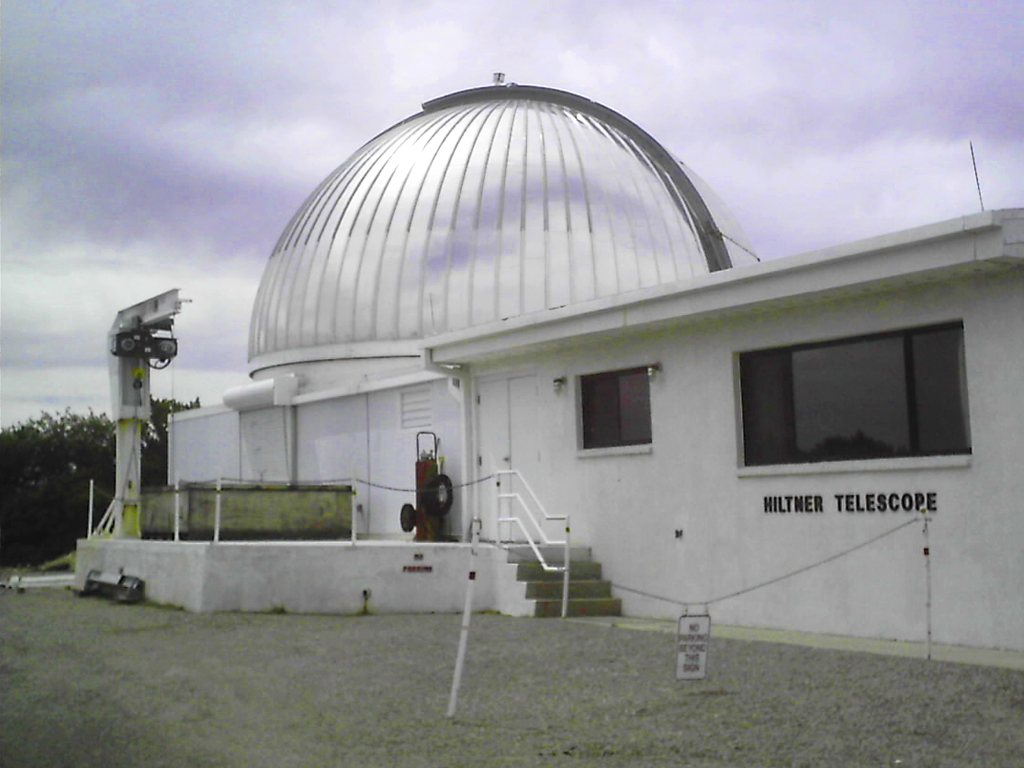
Gebäude des 2,4-m-Hiltner-Teleskops
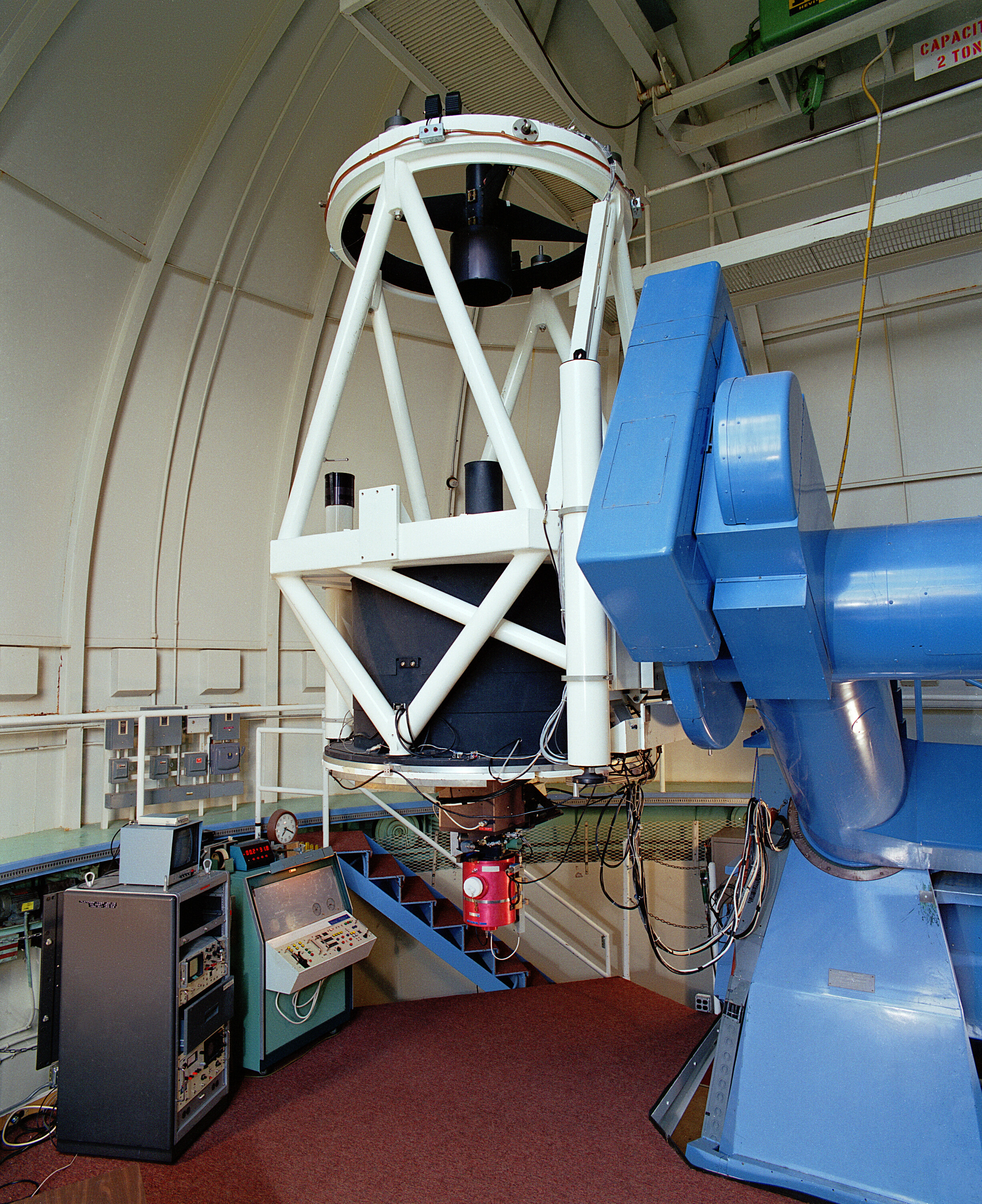
McGraw-Hill Telescope